# AN/SLQ-25 Nixie
L'AN/SLQ-25 Nixie è un tipo di contromisura elettronica rimorchiata antisiluro in uso nella United States Navy e in varie marine della Nato.

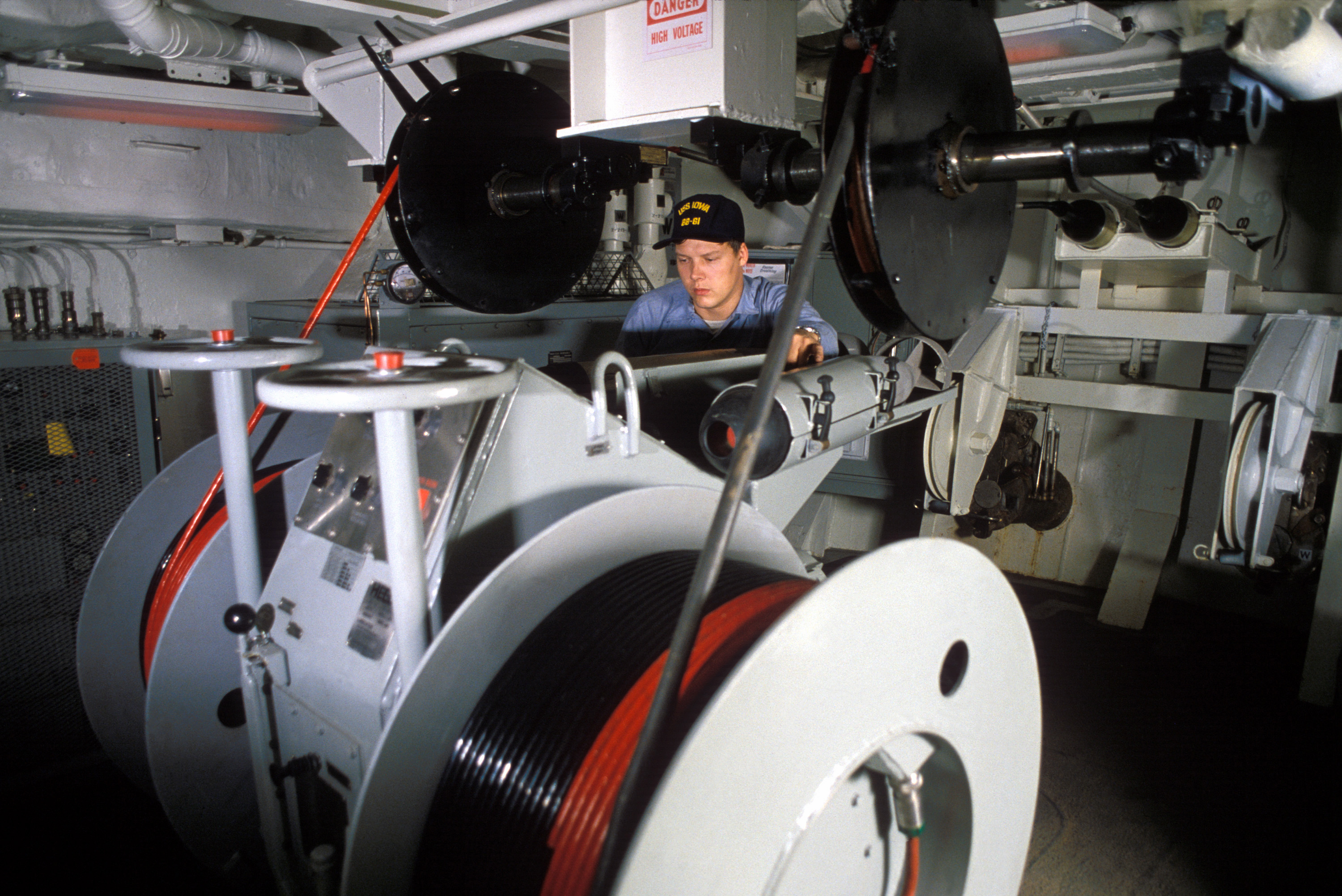
SLQ-25 Nixie a bordo della corazzata USS Iowa

Questo sistema consiste in un generatore trainato dall'imbarcazione che, dalla prima versione AN/SLQ-25, produce rumori come quelli delle eliche o dei motori delle navi attirando le teste di ricerca acustiche verso di sé, e deviando così il siluro dal bersaglio reale. La versione AN/SLQ-25B è invece in grado di confondere i sensori del siluro con un emettitore di disturbo specifico, che permette di disturbare il sistema di guida con sonar attivo di un siluro, emettendo gli stessi impulsi del siluro (ping di ritorno) ma sfasati in modo da dare un falso ritorno doppler che faccia rilevare una posizione effettiva della nave differente da quella reale.

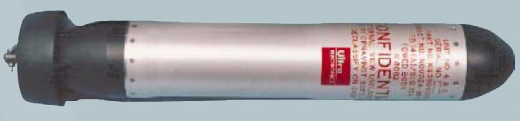
L'esca trainata TB-14A utilizzata dal sistema AN/SLQ-25A/C Nixie.

I più moderni AN/SLQ-25B incorporano anche un apparato sensore trainato (towed array sonar) per la ricerca di sottomarini e di siluri in arrivo.
Generalmente i Nixie trovano posto in coppia nella parte poppiera, ma il sistema funziona essenzialmente contro i lanci di poppa, e solo parzialmente contro quelli di lato.

## Varianti
- AN/SLQ-25 Nixie: La prima versione che fu completata nel 1970, e raggiunse la capacità operativa iniziale (IOC) nel 1972.

- AN/SLQ-25A Nixie: Si tratta di un progetto completamente diverso rispetto all'AN/SLQ-25 Nixie. A parte alcuni componenti meccanici minori, non hanno parti in comune. L'AN/SLQ-25A utilizza un cavo di traino in fibra ottica (FOTC) e un verricello a doppio tamburo RL-272C da 10 cavalli vapore. Diverse modifiche ingegneristiche hanno permesso che le apparecchiature COTS siano state ampiamente utilizzate nel sistema. Un programma di diagnostica può essere avviato localmente o dalla stazione di controllo remoto in maniera da testare tutte le funzioni elettroniche. Fu introdotta in servizio nel 1987.

- AN/SLQ-25B : Questa versione include l'equipaggiamento dell'AN/SLQ-25A e incorpora un towed array sonar (TAS) per rilevare i sottomarini e i siluri in arrivo. Inoltre è dotata anche di una LAN con collegamenti in fibra ottica. La versione AN/SLQ-25B incorpora anche ulteriori esche per sonar attivi ricevendo, amplificando e restituendo il segnale di "ping" dal siluro, e presentando un falso bersaglio più grande al siluro. Le versioni precedenti potevano solo simulare il rumore della nave ed erano efficaci contro i siluri a ricerca passiva ma inefficaci contro i siluri a ricerca attiva, mentre l'AN/SLQ-25B ha aggiunto la capacità di contrastare i siluri a ricerca attiva intercettando, amplificando e restituendo gli impulsi sonar dal siluro in arrivo.

- AN/SLQ-25C: Questa versione è stata acquisita per la prima volta nel 2007, e rappresenta un aggiornamento elettronico generale dell'AN/SLQ-25A. L'AN/SLQ-25C è dotato di modalità di contromisura aggiuntive, un'amplificatore di potenza più affidabile, un nuovo generatore di segnale COTS e un cavo di traino in fibra ottica litoranea (LFOTC) più lungo e funzionale per il funzionamento in acque poco profonde.

- AN/SLQ-25E: Questa versione è divenuta operativa nel 2022. L'AN/SLQ-25E ha risolto i problemi di obsolescenza delle precedenti varianti dell'AN/SLQ-25, aggiornando l'hardware e il software a un'architettura modulare, aperta e basata su COTS. L'AN/SLQ-25E ha inoltre migliorato la capacità contro i siluri wake-homing , acoustic-homing e filoguidati.